# Ahmed Rabee
Ahmed Rabee (Arabic:أحمد ربيع) (sinh ngày 14 tháng 8 năm 1995) là một cầu thủ bóng đá người Các Tiểu vương quốc Ả Rập Thống nhất. Hiện tại anh thi đấu cho Al Jazira.